# Iraklis Saloniki (piłka siatkowa mężczyzn)
Iraklis Saloniki (język grecki|gr- Ηρακλής τμήμα βόλεϊ) – męski klub siatkarski z Grecji powstały w 1908 roku z siedzibą w mieście Saloniki. Klub regularnie występuje w Siatkarskiej Lidze Mistrzów. W sezonie 2002/2003 trenerem drużyny był Raúl Lozano.

## Sukcesy
Mistrzostwo Grecji:
- 2002, 2005, 2007, 2008, 2012
- 1971, 1975, 1999, 2000, 2001, 2003, 2006, 2011
- 1972, 1973, 1974, 1976, 1977, 1979, 1981, 1989, 2004

Puchar Grecji:
- 2000, 2002, 2004, 2005, 2006, 2012

Liga Mistrzów:
- 2005, 2006, 2009
- 2002

Superpuchar Grecji:
- 2004, 2005, 2007, 2008

## Polacy w klubie
| Lata gry | Imię i nazwisko    |
| -------- | ------------------ |
| 2011     | Marcel Gromadowski |

## Skład zespołu

### Sezon 2011/2012
- Trener:  Freddy Brooks

| Nr | Imię i nazwisko        | Data ur. | Wzrost | Pozycja      |
| -- | ---------------------- | -------- | ------ | ------------ |
| 1  | Dimitris Efremidis     |          | 190    | przyjmujący  |
| 2  | Dimitris Charalampidis |          | 200    | środkowy     |
| 5  | Ryan Owens             |          | 201    | przyjmujący  |
| 6  | Andrej Kravarik        |          | 206    | środkowy     |
| 7  | Labis Bampalioutas     |          | 187    | libero       |
| 8  | Ewgenios Gortsaniuk    |          | 198    | przyjmujący  |
| 9  | Gerasimos Kanellos     |          | 201    | środkowy     |
| 10 | Kostas Prousalis       |          | 192    | rozgrywający |
| 11 | Li Chun                |          | 190    | rozgrywający |
| 13 | Nikos Smaragidis       |          | 202    | środkowy     |
| 16 | Brook Billings         |          | 196    | atakujący    |
| 17 | Rodrigo Quiroga        |          | 191    | przyjmujący  |
| 18 | Nikitas Efraimidis     |          | 192    | przyjmujący  |

### Sezon 2008/2009
- Płamen Konstantinow
- Simon Tischer
- Aleh Achrem
- Marcus Nilsson
- Jukka Lehtonen
- Da Conceicao Denison Sena
- Giorgos Koulieris
- Yannis Charitonidis
- Freddy Brooks
- Andrej Kravarik
- Nikos Smaragdis
- Ewgenios Gortsaniuk
- Gerasimos Kanellos
- Dimitris Charalambidis
- Nikos Paletzas

### Sezon 2007/2008
- Płamen Konstantinow
- Simon Tischer
- Aleh Achrem
- Marcus Nilsson
- José Rivera
- Andrej Kravarik
- Freddy Brooks
- Nikos Smaragdis
- Ioannis Georgiadis
- Ewgenios Gortsaniuk
- Gerasimos Kanellos
- Christos Kitsos
- Theodosios Papadimitriou
- Georgios Petreas
- Stylianos Pipergias

### Sezon 2006-2007
- Trener:  Leonis Alexandros
- Marcus Nilsson – atakujący
- Frank Depestele – rozgrywający
- Gustavo Scholtis – przyjmujący
- Freddy Brooks – przyjmujący
- Ioannis Kalmazidis – rozgrywający
- Andrej Kravarik – środkowy
- Theodosis Papadimitriou – libero
- Petros Petroglou – przyjmujący
- Christos Dimitrakopoulos – libero
- Christos Kitsios – środkowy
- Nikos Smaragdis – środkowy
- Nikos Papagelopoulos – atakujący